# Pskov
Pskov (rus: Псков; en rus antic: Пльсковъ, Pleskov; en letó: Pleskava; en estonià: Pihkva; i en alemany: Pleskau) és una ciutat del nord-oest de Rússia, situada a aproximadament 20 km de la frontera amb Estònia. La ciutat és el centre administratiu de l'óblast de Pskov, i ha crescut a ambdues ribes del riu Velíkaia, al sud-est del llac de Pskov.

## Història
El nom de la ciutat, coneguda en els seus orígens com a Pleskov (Пльсковъ), es pot traduir, segons algunes fonts, com a Ciutat d'Aigües Pures, fet que es correspondria amb el seu emplaçament a la riba del riu Velíkaia i a poca distància del llac de Pskov.

### Orígens
La primera vegada que se cita el nom de la ciutat és l'any 903, en el registre del matrimoni entre Ígor de Kíev i Santa Olga, una dama local. Els habitants de la ciutat prenen habitualment aquesta data com a fundació de la ciutat. Per aquest fet, l'any 2003 van tenir lloc grans celebracions pel 1.100è aniversari de Pskov.
El primer príncep de Pskov va ser Sant Vladímir, el fill més jove de Sviatoslav I de Kíev. El monarca fou empresonat pel seu germà, Iaropolk, i no seria alliberat fins a dècades més tard. Durant el seu regnat i els seus successors la ciutat va pertànyer a la Rus de Kíev. Durant els segles xii i xiii Pskov va passar a formar part políticament de la República de Nóvgorod.
La ciutat va ser presa pels Cavallers Teutons l'any 1241, però Alexandre Nevski la va alliberar pocs mesos més tard durant una campanya militar llegendària, dramatitzada per Serguei Eisenstein l'any 1938.

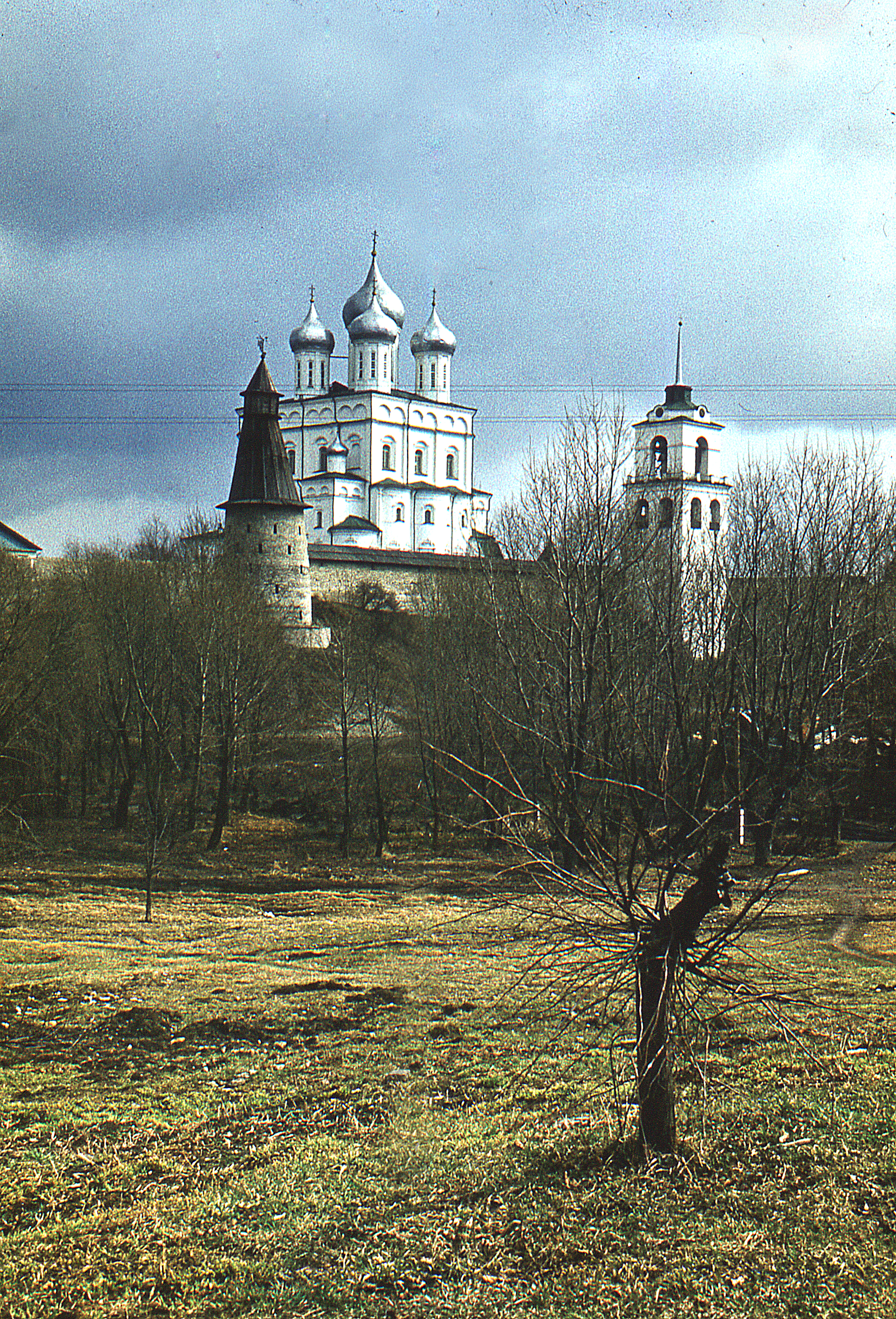
Catedral de la Santíssima Trinitat i Torre de la Campana

Per tal de garantir la seva independència i evitar futurs atacs de l'Orde Teutònic, els peskovians van escollir un príncep lituà, anomenat Daumantas (posteriorment, Dovmont de Pskov), com a cap militar i príncep de la ciutat l'any 1266. Aquest governant va fortificar la ciutat, i dirigí els seus cavallers a la batalla de Rakvere i altres campanyes militars en terres d'Estònia. Les seves restes mortals, així com la seva espasa, es conserven al kremlin de la ciutat, centre de la ciutat fortificada que ell mateix havia erigit i que, encara avui, es coneix com a Ciutat de Dovmont.

### República Peskoviana
Cap al segle xiv, i ençà les actuacions del príncep Dovmont, Pskov funcionà com a república sobirana de facto. El poder es concentrava entre els comerciants, els quals van incloure a la localitat en la Lliga Hanseàtica. La independència de la República de Pskov de la República de Nóvgorod va ser reconeguda pel tractat de Bólotovo el 1348. Amb aquest reconeixement, la ciutat va dotar-se de la legislació bàsica necessària. Així, pocs anys més tard, la Vetxe (parlament de la ciutat), promulgà un codi de lleis, conegut com a Carta de Pskov, que ha esdevingut una de les principals fonts dels codis posteriors de Rússia, publicats el 1497.
Per a Rússia, la República de Pskov va ser un gran pont cap a Europa; pel continent, esdevingué un punt clau, i per això va ser atacat en nombroses ocasions. Increïblement, el Kremlin de la ciutat (conegut pels peskovians com a Krom), va resistir 26 setges durant el segle xv sense rebre cap ajuda exterior. En aquells anys, fins a cinc muralles envoltaven la ciutat, fent-la pràcticament inexpugnable. Gràcies a aquesta defensa, la ciutat va veure florir una gran escola de pintura d'icones religioses, i els seus mestres constructors van ser considerats com els millors de tota Rússia. De fet, la majoria de les característiques que avui es consideren pròpies de l'arquitectura russa, van ser introduïdes pels constructors de Pskov.

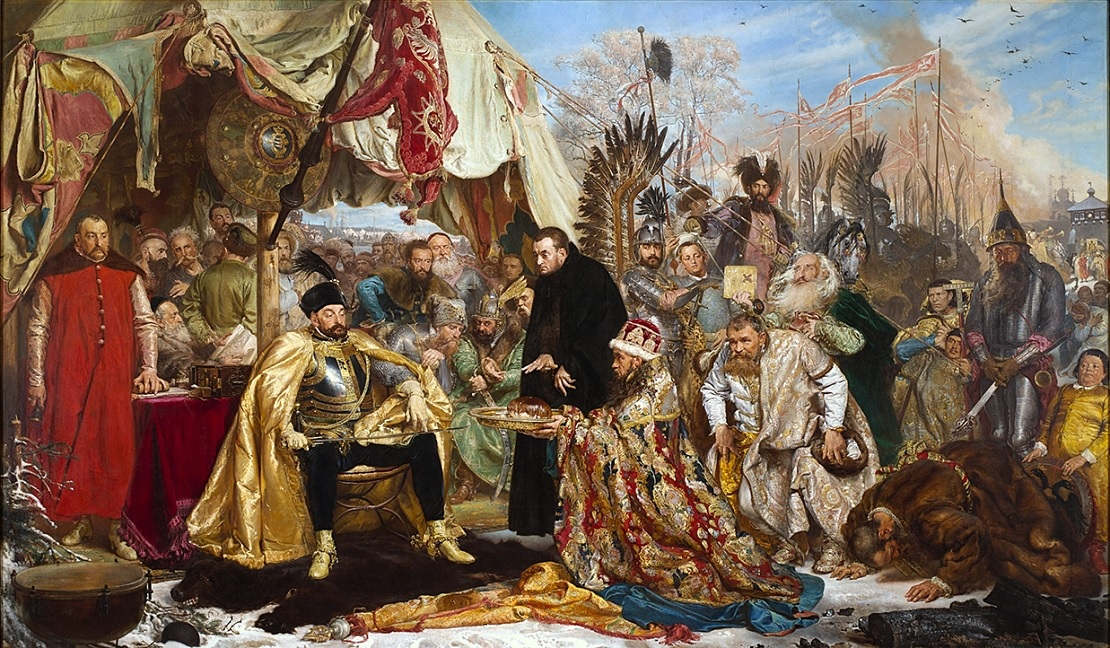
Esteve Bathory a Pskov. Pintura de Jan Matejko, de 1872

Les defenses de la ciutat no van poder evitar, l'any 1510, la seva conquesta per part de les tropes de Moscou. La deportació de les famílies nobles de la ciutat és un dels arguments emprats per Nikolai Rimski-Kórsakov en la seva òpera Pskovityanka, composta el 1872.
Com a segona ciutat en importància del territori moscovita, Pskov va continuar sent focus d'atracció dels exèrcits enemics. El conflicte més conegut fou el setge de 1582 per part de l'exèrcit polonès a les acaballes de la Guerra de Livònia (1581-1582). El rei polonès, Esteve Bathory I, va llançar fins a 31 atacs contra la ciutat abans de poder prendre-la a l'assalt, davant d'una defensa formada principalment per la mateixa població civil. En aquests atacs, els peskovians van arribar a reconstruir les muralles destruïdes, evitant l'entrada dels assetjants i repel·lint els seus atacs. Un dels soldats francesos participants en la batalla va elogiar aquesta defensa amb les següents paraules: "És sorprenent com la ciutat em recorda a París".

### Història moderna
En començar el segle xviii, el Tsar Pere el Gran annexionà al seu imperi les terres d'Estònia i Letònia, fet que suposà el final de Pskov com a localitat de frontera i clau fonamental d'accés a l'interior de Rússia. Com a conseqüència d'aquest fet, la importància i la riquesa de la ciutat van caure dramàticament, tot i que des de 1777 se li atorgà una capitalitat pròpia, separada del govern central. De fet, la ciutat no tornà a la primera plana del país fins al març de 1917, quan el darrer Tsar abdicà al tron en aquesta localitat.
Durant la Primera Guerra Mundial, Pskov va arribar a ser el centre d'una intensa activitat logística, en estar situada per darrere del front de combat. Després de la Conferència de Pau de Brest-Litovsk (22 de desembre de 1917 - 3 de març de 1918), l'exèrcit imperial alemany va ocupar la ciutat i tota la regió. Reintegrada a Rússia, seria novament atacada, aquest cop per l'exèrcit estonià, durant la Guerra d'Independència d'Estònia.
Les defenses medievals van permetre protegir millor els soldats de l'Exèrcit Roig durant l'atac de la Wehrmacht alemanya a la Segona Guerra Mundial. De fet, les tropes nazis van haver de destruir bona part de la ciutat abans de poder-la ocupar, el 9 de juliol de 1941. L'entrada de les tropes soviètiques, el 23 de juliol de 1944, suposà també la destrucció de més edificis. Bona part de les estructures més antigues, així com esglésies i capelles, autèntics punts de reunió dels defensors, van ser fortament malmesos en aquells anys. A més, la guerra i la repressió, tant alemanya com soviètica, va provocar la mort d'un gran percentatge de la població. En els anys posteriors, Pskov va haver de treballar durament per recuperar la seva posició com a centre industrial i cultural de la Rússia occidental.

## Economia
La ciutat de Pskov destaca per ser un important centre de la indústria alimentària del país. D'altra banda, i fruit de la industrialització soviètica, també existeixen a la ciutat diverses empreses de l'àmbit de l'electromecànica, la mecànica i la indústria tèxtil.

## Fills il·lustres
- Nicolas Nabokov (1903-1978), compositor d'òpera.

## Clima
La ciutat de Pskov gaudeix d'un clima continental humit (segons la classificació climàtica de Köppen), amb una important amplitud tèrmica anual i unes precipitacions més aviat moderades, de l'entorn dels 600 mm anuals. Així, durant els mesos d'estiu la temperatura mitjana se situa entorn dels 21 o 22 °C, mentre que a l'hivern davalla fins als -10 °C o més. Les precipitacions es registren de forma força repartida al llarg de tot l'any, tot i que els valors màxims s'assoleixen durant els mesos d'estiu.
| Temperatures i precipitacions mitjanes de Pskov | Temperatures i precipitacions mitjanes de Pskov | Temperatures i precipitacions mitjanes de Pskov | Temperatures i precipitacions mitjanes de Pskov | Temperatures i precipitacions mitjanes de Pskov | Temperatures i precipitacions mitjanes de Pskov | Temperatures i precipitacions mitjanes de Pskov | Temperatures i precipitacions mitjanes de Pskov | Temperatures i precipitacions mitjanes de Pskov | Temperatures i precipitacions mitjanes de Pskov | Temperatures i precipitacions mitjanes de Pskov | Temperatures i precipitacions mitjanes de Pskov | Temperatures i precipitacions mitjanes de Pskov | Temperatures i precipitacions mitjanes de Pskov |
| Mes                                             | Gen                                             | Feb                                             | Mar                                             | Abr                                             | Mai                                             | Jun                                             | Jul                                             | Ago                                             | Set                                             | Oct                                             | Nov                                             | Des                                             | Any                                             |
| ----------------------------------------------- | ----------------------------------------------- | ----------------------------------------------- | ----------------------------------------------- | ----------------------------------------------- | ----------------------------------------------- | ----------------------------------------------- | ----------------------------------------------- | ----------------------------------------------- | ----------------------------------------------- | ----------------------------------------------- | ----------------------------------------------- | ----------------------------------------------- | ----------------------------------------------- |
| Record altes °C (°F)                            | 9.8 (50)                                        | 11.3 (52)                                       | 18.5 (65)                                       | 27.6 (82)                                       | 32.0 (90)                                       | 32.6 (91)                                       | 35.0 (95)                                       | 35.6 (96)                                       | 30.3 (87)                                       | 22.6 (73)                                       | 14.1 (57)                                       | 10.8 (51)                                       | 35,6 (96)                                       |
| Mitjana més altes °C (°F)                       | -4.4 (24)                                       | -3.7 (25)                                       | 1.2 (34)                                        | 9.5 (49)                                        | 17.2 (63)                                       | 21.2 (70)                                       | 22.7 (73)                                       | 21.2 (70)                                       | 15.6 (60)                                       | 8.7 (48)                                        | 2.1 (36)                                        | -1.9 (29)                                       | 9,1 (48)                                        |
| Mitjana més baixes °C (°F)                      | -10.4 (13)                                      | -10.6 (13)                                      | -6.5 (20)                                       | 0.4 (33)                                        | 6.1 (43)                                        | 10.4 (51)                                       | 12.3 (54)                                       | 11.1 (52)                                       | 6.8 (44)                                        | 2.3 (36)                                        | -2.4 (28)                                       | -7.1 (19)                                       | −1,1 (30)                                       |
| Record baixes °C (°F)                           | -40.6 (-41)                                     | -37.6 (-36)                                     | -29.7 (-21)                                     | -20.9 (-6)                                      | -5.1 (23)                                       | -0.1 (32)                                       | 2.7 (37)                                        | 1.3 (34)                                        | -4.6 (24)                                       | -12.2 (10)                                      | -23.8 (-11)                                     | -40.3 (-41)                                     | −40,6 (−41)                                     |
| Precipitació mm (inches)                        | 35 (1.38)                                       | 29 (1.14)                                       | 31 (1.22)                                       | 37 (1.46)                                       | 45 (1.77)                                       | 67 (2.64)                                       | 77 (3.03)                                       | 77 (3.03)                                       | 66 (2.6)                                        | 51 (2.01)                                       | 53 (2.09)                                       | 46 (1.81)                                       | 614 (24,17)                                     |
| Font: Pogoda.ru.net 8.09.2007                   |                                                 |                                                 |                                                 |                                                 |                                                 |                                                 |                                                 |                                                 |                                                 |                                                 |                                                 |                                                 |                                                 |

## Evolució demogràfica
La població de Pskov ha seguit, segons els censos oficials, la següent evolució des de l'any 1811:
| Any            | 1811  | 1840   | 1897   | 1926   | 1939   | 1959   | 1970    | 1979    | 1989    | 1992    | 1998    | 2002    | 2006    | 2008    | 2010    |
| -------------- | ----- | ------ | ------ | ------ | ------ | ------ | ------- | ------- | ------- | ------- | ------- | ------- | ------- | ------- | ------- |
| Població total | 9,300 | 10,300 | 30,500 | 43,000 | 60,000 | 81,000 | 127,000 | 175,700 | 203,800 | 208,500 | 204,200 | 202,780 | 197,000 | 194,200 | 191,760 |
| Fonts:         |       |        |        |        |        |        |         |         |         |         |         |         |         |         |         |

## Ciutats agermanades
La ciutat de Pskov està agermanada amb les següents localitats:
- Arle, França
- Białystok, Polònia
- Txerníhiv, Ucraïna
- Gera, Alemanya
- Kuopio, Finlàndia
- Mianyang, República Popular de la Xina
- Neuss, Alemanya
- Nimega, Països Baixos
- Norrtälje, Suècia
- Perth, Escòcia, Regne Unit
- Roanoke, Estats Units d'Amèrica
- Tartu, Estònia
- Valmiera, Letònia
- Vítsiebsk, Belarús